# Aaron Scott
Aaron Scott (18 de julio de 1986 en Hamilton) es un futbolista neozelandés que juega como defensor en el Melville United.

## Carrera
Debutó en el Waikato FC, franquicia del Campeonato de Fútbol de Nueva Zelanda localizada en Hamilton, su ciudad natal, en 2006. Permaneció en el club dos años hasta que sus buenas actuaciones lo llevaron a incorporarse al Waitakere United en 2008. Después de lograr cinco títulos con el Waitakere, en 2013 regresó al club de su ciudad natal, ahora llamado WaiBOP United. En 2015, luego de haber jugado la fase regular de la ASB Premiership 2014-15 con el WaiBOP, firmó con el Team Wellington de cara a los playoffs. Ese mismo año regresó al Waitakere, aunque dejaría el club en 2016 para unirse al Hamilton Wanderers. En 2017 cortó su larga estadía en la primera división neozelandesa al abandonar el Hamilton y firmar con el Melville United.

### Clubes
| Club                  | País          | Año             |
| --------------------- | ------------- | --------------- |
| Waikato Football Club | Nueva Zelanda | 2006 - 2008     |
| Waitakere United      | Nueva Zelanda | 2008 - 2013     |
| WaiBOP United         | Nueva Zelanda | 2013 - 2015     |
| Team Wellington       | Nueva Zelanda | 2015            |
| Waitakere United      | Nueva Zelanda | 2015 - 2016     |
| Hamilton Wanderers    | Nueva Zelanda | 2016 - 2017     |
| Melville United       | Nueva Zelanda | 2017 - Presente |

### Selección nacional
Disputó los Juegos Olímpicos de Pekín, afrontando los tres encuentros que jugó la selección Sub-23 neozelandesa en el torneo.
En 2008 fue convocado por primera vez para representar a Nueva Zelanda en la Copa de las Naciones de la OFC por el entrenador Ricki Herbert, aunque no logró jugar ningún minuto en el torneo en el que los All Whites se coronaron campeones. Disputó cuatro encuentros internacionales ese años, incluido el empate 0-0 ante Irak por la Copa Confederaciones. Volvería a jugar para la selección nacional en 2013, cuando fue parte del plantel alternativo que venció 2-0 a las Islas Salomón.

#### Partidos y goles internacionales
| Partidos y goles internacionales | Partidos y goles internacionales | Partidos y goles internacionales  | Partidos y goles internacionales | Partidos y goles internacionales | Partidos y goles internacionales           | Partidos y goles internacionales |
| #                                | Fecha                            | Estadio                           | Rival                            | Resultado                        | Competición                                | Gol(es)                          |
| -------------------------------- | -------------------------------- | --------------------------------- | -------------------------------- | -------------------------------- | ------------------------------------------ | -------------------------------- |
| 2009                             |                                  |                                   |                                  |                                  |                                            |                                  |
| 1                                | 28 de marzo                      | Estadio Suphachalasai, Bangkok    | Tailandia                        | 1 – 3                            | Amistoso                                   |                                  |
| 2                                | 6 de junio                       | Estadio Nacional, Gaborone        | Botsuana                         | 0 – 0                            | Amistoso                                   |                                  |
| 3                                | 20 de junio                      | Estadio Ellis Park, Johannesburgo | Irak                             | 0 – 0                            | Copa FIFA Confederaciones 2009             |                                  |
| 4                                | 9 de septiembre                  | Estadio Rey Abdullah, Amán        | Jordania                         | 3 – 1                            | Amistoso                                   |                                  |
| 2013                             |                                  |                                   |                                  |                                  |                                            |                                  |
| 5                                | 26 de marzo                      | Lawson Tama, Honiara              | Islas Salomón                    | 2 – 0                            | Clasificación para la Copa Mundial de 2014 |                                  |

## Palmarés
| Título               | Club               | País          | Año     |
| -------------------- | ------------------ | ------------- | ------- |
| OFC Nations Cup      | Selección nacional | Nueva Zelanda | 2008    |
| Campeonato de Fútbol | Waitakere United   | Nueva Zelanda | 2009-10 |
| ASB Premiership      | Waitakere United   | Nueva Zelanda | 2010-11 |
| ASB Premiership      | Waitakere United   | Nueva Zelanda | 2011-12 |
| Charity Cup          | Waitakere United   | Nueva Zelanda | 2012    |
| ASB Premiership      | Waitakere United   | Nueva Zelanda | 2012-13 |